# Cray XC40

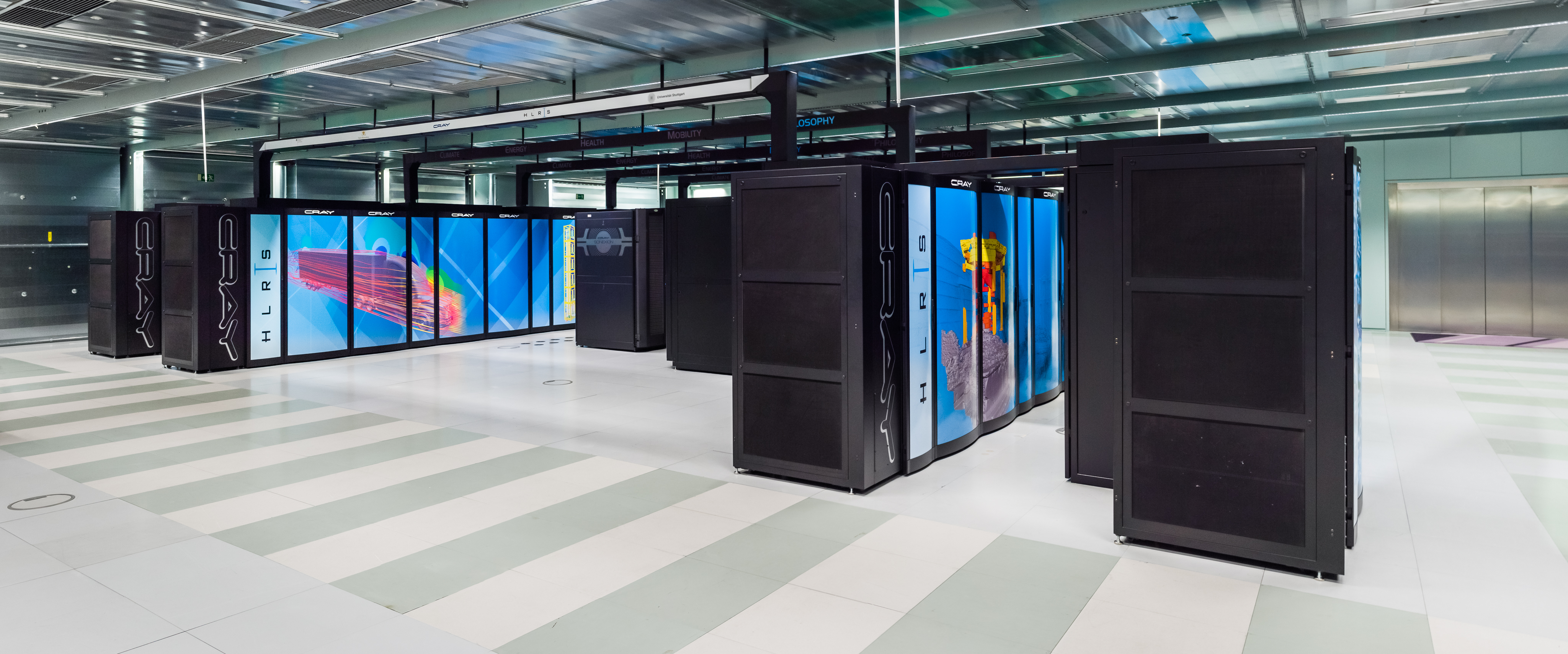
Cray XC40 „Hazel Hen“ am HLRS

Cray XC40 ist ein Supercomputer-System des Herstellers Cray Research. Es wurde 2014 vorgestellt und ist die Nachfolgegeneration der XC30-Systeme. Ein erstes System wurde für die Forschung an Kernwaffen verkauft. Der XC40 basiert auf dem Prozessor Intel Xeon der Baureihe E5-2600v3 und ist mit einer Flüssigkeitskühlung oder Luftkühlung erhältlich.
Mitte 2016 stellte Crays XC40 drei der zehn weltweit stärksten Supercomputersysteme in der TOP500-Liste.
Ein System, Cray XC40 „Hazel Hen“  befand sich am deutschen Höchstleistungsrechenzentrum Stuttgart (HLRS). Ausbaustufe bis Februar 2020: 41 Rechnerschränke, 7712 Knoten à 128 GB RAM / Intel Xeon E5-2680. Gesamtgewicht 61,5 t, Leistungsaufnahme 3,2 Megawatt. Die Computerleistung lag bei 5,6 PetaFLOPS (peak 7,42 PetaFLOPS). Das Nachfolgesystem Hawk wurde im Februar 2020 eingeweiht, es besteht nun aus 44 Rechnerschränken mit 5632 Knoten und einer Leistungsaufnahme bis zu 4,1 Megawatt. Die Computerleistung wurde auf 24 PetaFLOPS (peak 26 PetaFLOPS) erhöht.
Das Vorgängermodell Cray XC30 wurde 2012 vorgestellt. Es ist unter anderem beim Deutschen Wetterdienst und beim Europäischen Zentrum für mittelfristige Wettervorhersage im Einsatz.
Das Nachfolgemodell Cray XC50 wurde Ende 2016 vorgestellt. Es arbeitet mit Nvidia Tesla P100 und soll 1 PetaFLOP (peak) pro Rechnerschrank erreichen.

## Spezifikationen

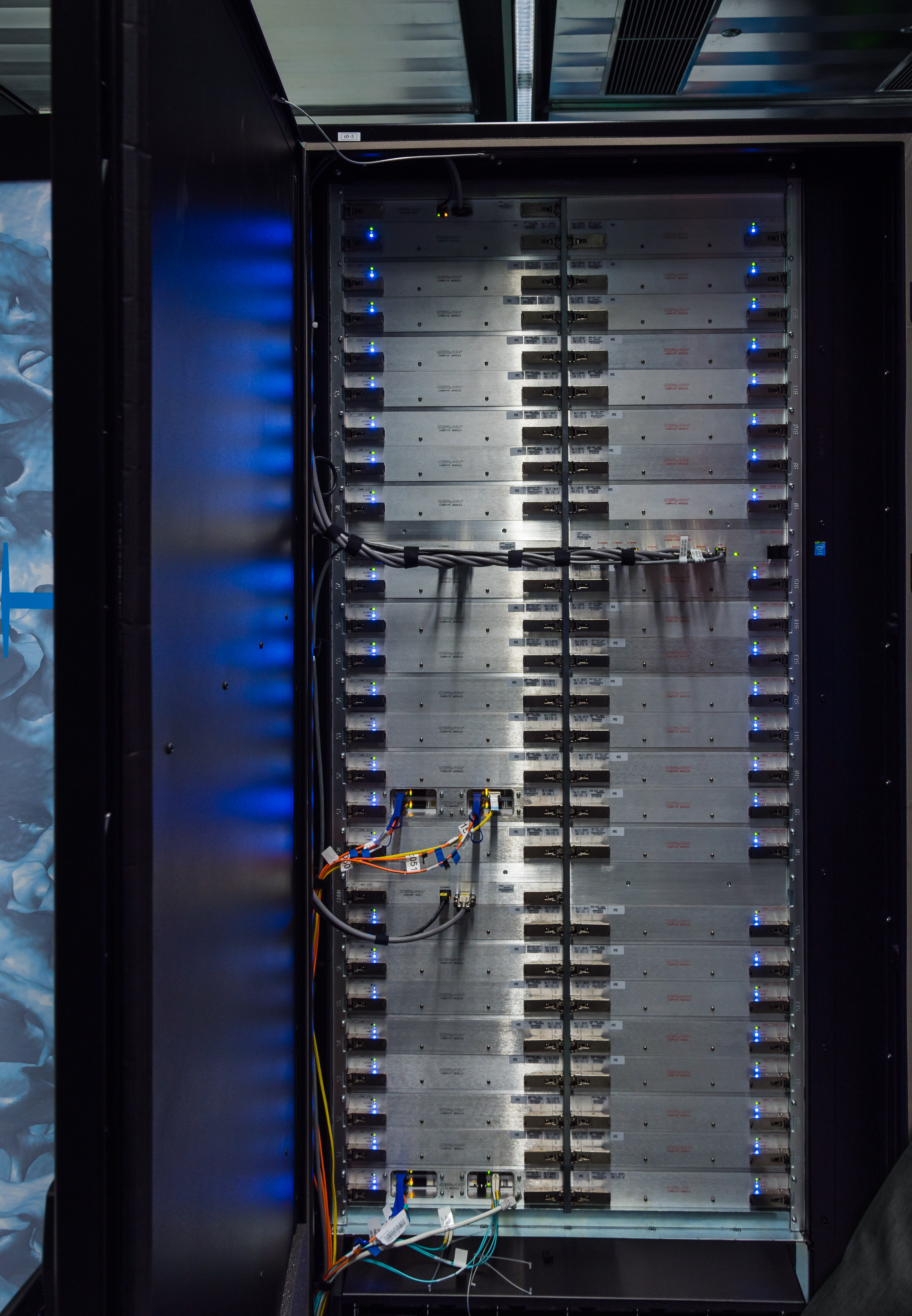
Cabinet mit 48 Blades

Ein Rechnerschrank (Cabinet) besteht aus drei Chassis, die je 16 Blades aufnehmen. Die Blades wiederum sind mit zwei Processor Daughter Cards bestückt. Die Blades besitzen auch je einen Aries-Chip für den Interconnect sowie PCIe-Steckplätze für SSDs, Nvidia Tesla K40 und Xeon Phi. Eine Processor Daughter Card kann vier Xeon-CPUs mit je vier DDR4-Speichermodulen aufnehmen.
Die maximale Bestückung liegt bei 384 CPUs pro Cabinet.